# Асориш (плато)
Азорское плато, также известное как Азорская платформа, представляет собой океаническое плато, расположенное вокруг Азорского архипелага и тройного соединения Азорских островов в северной части Атлантического океана. Оно возникло в районе Азорских островов около 20 миллионов лет назад и до сих пор связан с активным вулканизмом.
Плато представляет собой обширную магматическую местность, имеющую примерно треугольную форму. Она находится менее чем в 2000 метрах ниже уровня моря.
Отсутствие возрастных изменений среди более молодых форм подводного и надводного вулканизма в сочетании с избыточным таянием, о чём свидетельствует небольшая глубина воды и наличие островов на Азорских островах, позволяют предположить, что это может быть связано с затухающим мантийным плюмом.

## Структура плато
Структурная сложность этого региона Атлантики, хорошо заметная в разнообразии тектонических разломов, способствовала созданию нескольких моделей, которые анализируют эволюцию тройного соединения Азорских островов. Поскольку граница между Американской литосферной плитой, Евразийской и Африканской плитами нечётко определена через Срединно-Атлантический хребет, в настоящее время существует значительное разногласие относительно природы и точного расположения оси, соответствующей восточной ветви тройного соединения Азорских островов.
В 1980-х годах, основываясь на данных батиметрии, было выдвинуто предположение о существовании тектонической микроплиты в районе Азорского шельфа. Эта микроплита находится между Срединно-Атлантическим хребтом, рифтом Терсейра и продолжением зоны разлома Азорские острова — Гибралтар (разлом Глория) на запад через восточную зону разлома Азорских островов. Этот регион представляет собой структуру треугольной формы, площадью примерно 100 000–150 000 км², окружённую активными тектоническими структурами. 
Идея существования этой микроплиты изначально не получила всеобщего признания, так как сейсмические данные не зафиксировали существенной активности вдоль восточной зоны разлома Азорских островов. Это свидетельствует о стабильной взаимосвязи между юго-восточным сектором азорской платформы и африканской плитой. Однако физические и химические исследования доказали, что Азорский шельф связан с центром расширения, который располагается вокруг тройного соединения Азорских островов — места, где встречаются три крупные тектонические плиты Северной Атлантики, образуя структуру в форме буквы «Т». 
Срединно-Атлантический хребет имеет форму буквы «Т», две ветви которой простираются на север и на юг. Третья ветвь, являющаяся центром расширения земной коры Азорских островов, соответствует рифту Терсейры и состоит из нескольких рифтовых бассейнов, расположенных в несколько рядов. Этот центр расширения начал формироваться около 36 миллионов лет назад и постепенно смещался к югу. 
На архипелаге Азорских островов не выявлено зависимости между вулканами, которая обычно наблюдается в районах, связанных с мантийными горячими точками. Геохимический анализ лавы с пяти островов также не обнаружил химических признаков наличия мантийного шлейфа в районе, где были образованы эти базальты. 
Однако более поздние геодезические исследования показали, что скорость расширения Срединно-Атлантического хребта не меняется резко на тройном стыке Азорских островов, как это должно было бы происходить, если бы плиты Евразии, Северной Америки и Нубии находились на незаметном тройном стыке. Вместо этого, скорость расширения постепенно уменьшается с 22,9 ± 0,1 мм/год от 40° северной широты до 19,8 ± 0,2 мм/год на 38° северной широты. Этот постепенный переход может быть объяснён только наличием плато в регионе. Скорости переходного распространения совпадают с западной границей плато Азорских островов. Насколько нам известно, это первое кинематическое свидетельство существования данного плато, которое ранее было установлено только на основе морфологии и сейсмичности морского дна. 
Изучая различные скорости расширения Срединно-Атлантического хребта, мы можем определить местоположение северной и южной границ Азорских островов. Эти границы пересекают Срединно-Атлантический хребет. Северная граница, по-видимому, проходит между 39,4° и 40,0° северной широты, что согласуется с предположениями, высказанными несколькими авторами с 1980-х годов. Эти авторы экстраполировали западное продолжение рифта Терсейра, расширяя его в направлении, которое пересекается со Срединно-Атлантическим хребтом. 
Южная граница плато, вероятно, проходит по этому хребту между 38,2° и 38,5° северной широты, что соответствует предполагаемому местоположению зоны активной сейсмичности, пересекающей хребет на 38,5° северной широты. Скорости расширения земной коры, измеренные на западном краю Азорского плато (в районе от примерно 38,5 до 39,5 градусов северной широты), могут быть использованы для оценки движения этого плато вдоль его границ с Евразийской и Африканской плитами. 
Примерно на 39° северной широты, на полпути вдоль границы между Евразийской и Североамериканской плитами, средняя скорость распространения составляет 20,8 ± 1 мм в год. Это примерно на 2 мм в год ниже, чем расчетная скорость открытия с наилучшей угловой скоростью Евразии и Северной Америки, и примерно на 1,5 мм в год выше, чем наилучшая оценка скорости открытия Нубии и Северной Америки. Если предположить, что направление движения между Азорскими островами и Северной Америкой в этом месте находится посередине между хорошо определенными направлениями между Евразией и Северной Америкой и Нубией и Северной Америкой, то разница в 2 мм в год, направленная с востока на запад (NE-SW), соответствует движению, ожидаемому в рифте Терсейра между плато Азорских островов и Евразийской плитой. Это предсказание согласуется с доказательствами медленного наклонного распространения от NE к SW, полученными с помощью гидролокатора Глории, который сканировал разлом Терсейра с боков, и анализа очаговых механизмов землетрясений вдоль границы между Азорской и Евразийской плитами. Упрощенный анализ относительной линейной скорости также показывает, что плато Азорских островов движется на 2 мм в год с востока на северо-восток вдоль своей границы с африканской плитой. Это значение согласуется с правым боковым движением, направленным ENE-WSW, что подтверждается сейсмическими фокусными механизмами вдоль сейсмической зоны, которая определяет южную границу плато. 
Точные измерения с помощью GPS показали, что скорость движения некоторых участков на Азорских островах соответствует ожидаемым значениям для азорской микроплиты. Для острова Сан-Хорхе было определено движение со скоростью 3 ± 0,3 мм/год на запад относительно Евразийской плиты. Эти значения находятся в пределах допустимой погрешности и совпадают с оценкой движения плато Азорских островов относительно Евразийской плиты, полученной с использованием методологии MORVEL. Таким образом, данные, полученные с помощью кинематических, сейсмологических, морских геофизических и геодезических методов, подтверждают существование плато Азорских островов размером примерно 100 км на 100 км и позволяют предположить, что его движение можно успешно оценить. 